# Torres (fotbalový klub)
Torres je italský fotbalový klub hrající v sezóně 2024/25 ve 3. italské fotbalové lize sídlící ve městě Sassari v regionu Sardinie.
Klub byl založen 19. dubna 1903 jako Società per l'Educazione Fisica Torres. První sezonu ve 3. lize odehrál v sezoně 1931/32. Hrál ji čtyři sezony. Celkem v ní odehrál již 33 sezon. Nejlepší umístění bylo 2. místo v sezoně 2023/24.

## Změny názvu klubu
- 1903/04 – 1981/82 – SEF Torres (Società per l'Educazione Fisica Torres)
- 1982/83 – 1991/92 – Torres Calcio (Torres Calcio)
- 1992/93 – 2005/06 – Ps Torres (Polisportiva Sassari Torres)
- 2006/07 – 2007/08 – Sassari Torres 1903 (Sassari Torres 1903)
- 2008/09 – 2009/10 – Torres Calcio (Torres Calcio)
- 2010/11 – 2016/17 – SEF Torres 1903 (Società per l'Educazione Fisica Torres 1903)
- 2017/18 – Torres (Torres)

## Získané trofeje

### Vyhrané domácí soutěže
- 4. italská liga (4x)

1958/59, 1971/72, 1986/87, 1999/00

## Účast v ligách
| Úroveň soutěže | Název soutěže (nynější název) | První hraná sezona | Poslední hraná sezona | celkem odehraných sezon |
| -------------- | ----------------------------- | ------------------ | --------------------- | ----------------------- |
| 3              | Serie C                       | 1931/32            | 2024/25               | 34                      |
| 4              | Serie D                       | 1951/52            | 2021/22               | 35                      |
| 5              | Eccellenza                    | 1978/79            | 2012/13               | 6                       |

## Fotbalisté
Nejznámější fotbalisté co hrály za klub byli Antonello Cuccureddu a Gianfranco Zola.